# Ортопедия
Ортопедията (от старогръцки: ὀρϑός – „прав“ и παῖς – „дете“) се занимава с възникването, профилактиката, диагностиката и лечението на вродени и придобити дефекти във формата или функцията на опорно-двигателния апарат, тоест на костите, ставите, мускулите и сухожилията, както и с рехабилитацията на пациентите.
Ортопедичната терапия бива консервативна, например физиотерапия, оперативна, например протезна хирургия и техническа ортопедия, например изработката и напасването на протези.

## Заболявания
- Системни заболявания
- Ревматични заболявания
- Възпалителни заболявания
- Туморни заболявания
- Невромускулни заболявания
- Педиатрична ортопедия
- Спортни травми
- Заболявания на гръбначния стълб
- Заболявания на рамото
- Заболявания на горния крайник и ръката
- Заболявания на тазобедрената става
- Заболявания на коляното
- Заболявания на долния крайник и стъпалото